# Ed Cole
Edward Nicholas Cole föddes den 17 september 1909 i Marne, Michigan. Han dog den 2 maj 1977 i Mendon, Michigan.
Ed Cole var en direktör hos General Motors.
Cole ville bli ingenjör inom bilindustrin, och började studera vid General Motors Institute, men tvingades 1933 avbryta studierna av ekonomiska skäl. Han erbjöds ett jobb som assistent, och gjorde en snabb karriär. Han var arbetade i det konstruktionsteam som tog fram Cadillacs nya V8 1949 (samma motor hamnade även i Oldsmobile). Han ledde under en kort tid en GM-fabrik i Cleveland, Ohio när Chevrolet 1952 erbjöd honom jobbet som chefsingenjör.
Ett av hans första större uppdrag var att konstruera den motor som skulle ersätta den åldersstigna raka sexan blue flame six som märkets basmotor. Resultatet blev V8:an Chevrolet small block, som kom att stanna i produktion i 40 år. Han samarbetade med Zora Arkus-Duntov och Harley Earl under utvecklingsarbetet av Chevrolet Corvette.
Cole befordrades till verkställande direktör för Chevrolet 1956. Vid denna tid var Chevrolet marknadsledande i Nordamerika. 1961 befordrades han till att leda GM:s tillverkning av personbilar och lätta lastbilar, blev vice styrelseordförande 1965 och styrelseordförande 1967. Han gick i pension 1974.
Efter pensioneringen blev Cole styrelseordförande för Checker Motors Company i Kalamazoo, Michigan. Ägarna av Checker hoppades att Cole skulle kunna modernisera tillverkningen, men innan han kunde börja genomföra några förändringar omkom han i en flygolycka i Mendon, Michigan, inte långt från Kalamazoo i maj 1977.